# 费耶特维尔 (阿肯色州)
費耶特維爾（英語：Fayetteville）是美國阿肯色州第三大城市、華盛頓縣縣治之一。位於該州西北部接近奧克拉荷馬州的邊界上、歐扎克高地。州内最大的大学阿肯色大學位于此地，使其成为地区性的教育中心。此地在1829年前称为华盛顿（Washington），之后因为有大量移民从田纳西州費耶特維爾搬来此地而改名。

## 外部連接
- 官方网站
- 1908 Plat of Fayetteville
- Fayetteville Flyer （页面存档备份，存于）
- NW Arkansas Online （页面存档备份，存于）
- NW Arkansas Times newspaper webpage（仅限付费用户）
- History of Fayetteville's Jewish community
- Fayetteville Public Library （页面存档备份，存于）
- Fayetteville History （页面存档备份，存于）
- Encyclopedia of Arkansas History & Culture entry: Fayetteville (Washington County)（页面存档备份，存于）